# Birger Meling
Birger Solberg Meling (sinh ngày 17 tháng 12 năm 1994) là một cầu thủ bóng đá chuyên nghiệp người Na Uy hiện tại đang thi đấu ở vị trí hậu vệ cánh trái cho câu lạc bộ Copenhagen tại Danish Superliga và Đội tuyển bóng đá quốc gia Na Uy.

## Sự nghiệp thi đấu

### Đầu sự nghiệp
Sau khi thi đấu cho đội trẻ của câu lạc bộ Viking và Middlesbrough, Meling gia nhập câu lạc bộ Stabæk trước mùa giải 2014. Anh ra mắt chuyên nghiệp vào tháng 9 năm 2014 trong trận thua 3–0 trước Aalesund. Tháng 2 năm 2017, anh ký hợp đồng với câu lạc bộ Rosenborg.

### Nîmes
Vào tháng 7 năm 2020, Meling gia nhập câu lạc bộ Nîmes bằng bản hợp đồng kéo dài 3 năm. Phí chuyển nhượng trả cho Rosenborg chưa đến 1 triệu euro. Trong trận ra mắt Ligue 1 mùa giải 2020–21, anh đóng góp một pha kiến tạo và một bàn thắng trong chiến thắng 4–0 của Nîmes trước Brest.

### Copenhagen
Vào ngày 14 tháng 8 năm 2023, Meling ký bản hợp đồng có thời hạn đến mùa hè năm 2027 với nhà đương kim vô địch Đan Mạch, Copenhagen.

## Thống kê sự nghiệp

### Câu lạc bộ
Tính đến trận đấu diễn ra vào ngày 4 tháng 2 năm 2023
| Câu lạc bộ          | Mùa giải            | Giải đấu            | Giải đấu | Giải đấu | Cúp quốc gia | Cúp quốc gia | Châu Âu | Châu Âu | Khác | Khác | Tổng cộng | Tổng cộng |
| Câu lạc bộ          | Mùa giải            | Hạng đấu            | Trận     | Bàn      | Trận         | Bàn          | Trận    | Bàn     | Trận | Bàn  | Trận      | Bàn       |
| ------------------- | ------------------- | ------------------- | -------- | -------- | ------------ | ------------ | ------- | ------- | ---- | ---- | --------- | --------- |
| Stabæk              | 2014                | Tippeligaen         | 2        | 0        | 0            | 0            | —       | —       | —    | —    | 2         | 0         |
| Stabæk              | 2015                | Tippeligaen         | 27       | 1        | 5            | 0            | —       | —       | —    | —    | 32        | 1         |
| Stabæk              | 2016                | Tippeligaen         | 30       | 4        | 3            | 1            | 2       | 0       | —    | —    | 35        | 5         |
| Stabæk              | Tổng cộng           | Tổng cộng           | 59       | 5        | 8            | 1            | 2       | 0       | —    | —    | 69        | 6         |
| Rosenborg           | 2017                | Eliteserien         | 20       | 0        | 5            | 1            | 11      | 0       | —    | —    | 36        | 1         |
| Rosenborg           | 2018                | Eliteserien         | 28       | 1        | 6            | 0            | 12      | 1       | —    | —    | 46        | 2         |
| Rosenborg           | 2019                | Eliteserien         | 28       | 0        | 2            | 1            | 14      | 0       | —    | —    | 44        | 1         |
| Rosenborg           | 2020                | Eliteserien         | 3        | 0        | 0            | 0            | 0       | 0       | —    | —    | 3         | 0         |
| Rosenborg           | Tổng cộng           | Tổng cộng           | 79       | 1        | 13           | 2            | 37      | 1       | —    | —    | 129       | 4         |
| Nîmes               | 2020–21             | Ligue 1             | 26       | 2        | 0            | 0            | —       | —       | —    | —    | 26        | 2         |
| Rennes              | 2021–22             | Ligue 1             | 31       | 0        | 0            | 0            | 6       | 0       | —    | —    | 37        | 0         |
| Rennes              | 2022–23             | Ligue 1             | 16       | 0        | 1            | 0            | 5       | 0       | —    | —    | 22        | 0         |
| Rennes              | Tổng cộng           | Tổng cộng           | 47       | 0        | 1            | 0            | 11      | 0       | —    | —    | 59        | 0         |
| Tổng cộng sự nghiệp | Tổng cộng sự nghiệp | Tổng cộng sự nghiệp | 211      | 8        | 22           | 4            | 50      | 1       | —    | —    | 283       | 13        |

1. 1 2  Ra sân tại UEFA Europa League
2. ↑  Ra sân tại UEFA Champions League và UEFA Europa League
3. ↑  Ra sân tại UEFA Champions League và UEFA Europa League
4. ↑  Ra sân tại UEFA Champions League và UEFA Europa League
5. ↑  Ra sân tại UEFA Europa Conference League

### Quốc tế
Tính đến 20 tháng 6 năm 2023
| Đội tuyển quốc gia | Năm       | Trận | Bàn thắng |
| ------------------ | --------- | ---- | --------- |
| Na Uy              | 2017      | 4    | 0         |
| Na Uy              | 2018      | 6    | 0         |
| Na Uy              | 2019      | 1    | 0         |
| Na Uy              | 2020      | 3    | 0         |
| Na Uy              | 2021      | 12   | 0         |
| Na Uy              | 2022      | 7    | 0         |
| Na Uy              | 2023      | 4    | 0         |
| Tổng cộng          | Tổng cộng | 37   | 0         |

## Danh hiệu
Rosenborg
- Eliteserien: 2017, 2018
- Cúp bóng đá Na Uy: 2018